# 埃德温·欧文
埃德温·欧文（英語：Edwyn Owen，1936年6月8日—2007年10月5日），美国男子冰球运动员，场上位置是后卫。他曾代表美国国家队参加1960年冬季奥林匹克运动会冰球比赛，获得一枚金牌。